# Mustasaari (ö i Finland, Norra Savolax, Kuopio, lat 63,31, long 27,26)
Mustasaari är en ö i Finland. Den ligger i sjön Onkivesi och i kommunen Kuopio i den ekonomiska regionen  Kuopio ekonomiska region  och landskapet Norra Savolax, i den centrala delen av landet, 400 km norr om huvudstaden Helsingfors. Öns area är 17,5 hektar och dess största längd är 0,8 kilometer i nord-sydlig riktning.